# Neomitranthes amblymitra
Neomitranthes amblymitra là một loài thực vật có hoa trong Họ Đào kim nương. Loài này được (Burret) Mattos mô tả khoa học đầu tiên năm 1981.